# Colin Powell

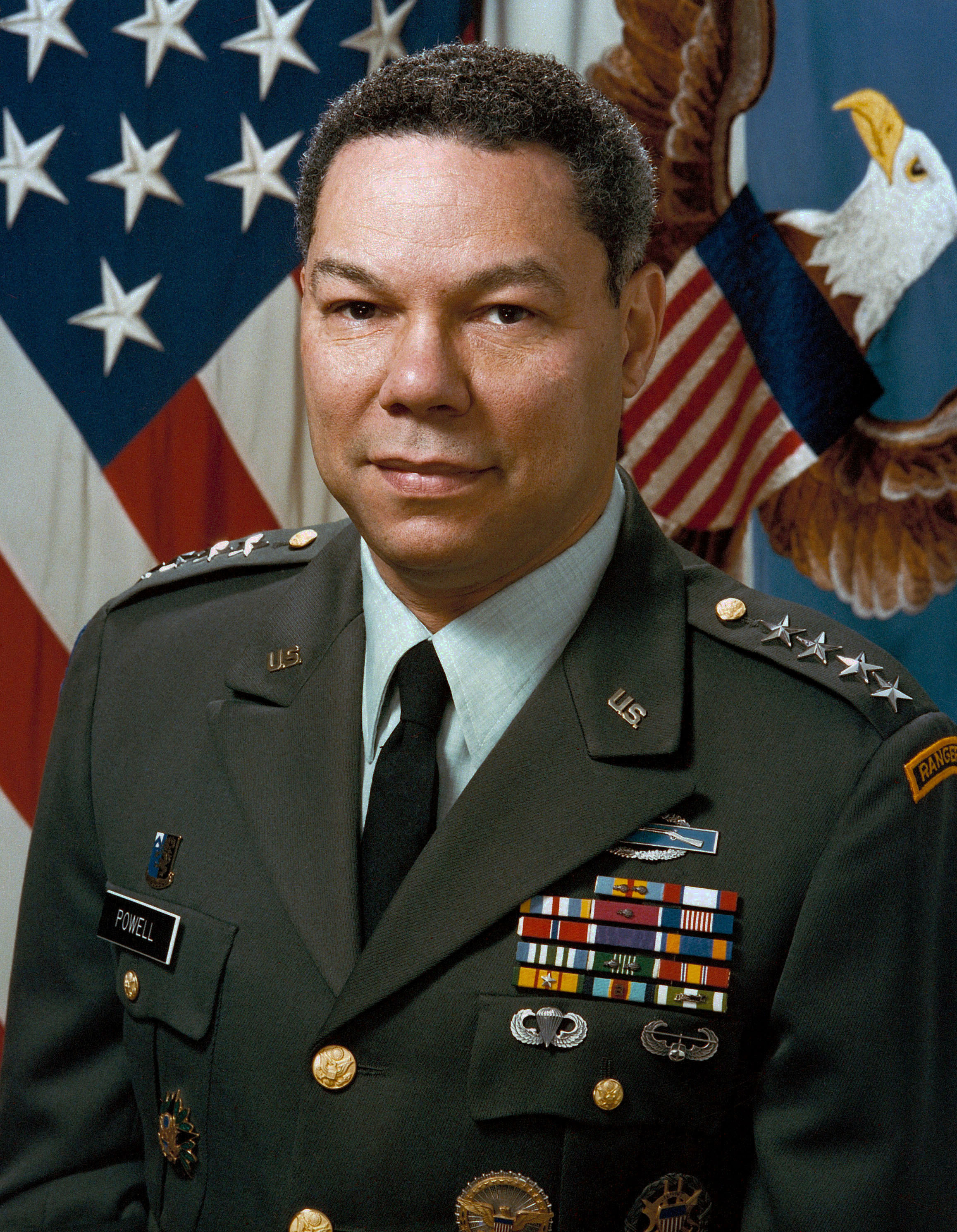
Colin Powell

Colin Powell (KCB) (n. 5 aprilie 1937, New York City, New York, SUA – d. 18 octombrie 2021, Maryland, SUA) a fost secretar de stat al SUA din 2001 și până în 2005. Șef al Statului Major interarme în timpul administrației lui George Bush, el a condus armata americană în timpul Războiului din Golf (Kuweit și Irak, 1991). A fost distins cu cele mai înalte distincții militare americane: Legion of Merit, Bronze Star, Air Medal, Purple Heart, Ronald Reagan Freedom Award.